# Ultratango
Ultratango es una agrupación musical de tango electrónico formada por músicos argentinos. Sus integrantes son Leonardo y Gastón Satragno y Braulio D'Aguirre. 

## Historia
Los hermanos Satragno comenzaron su trayectoria musical con El Signo, grupo pionero de la música electrónica de la ciudad de Buenos Aires.
Luego de experimentar durante años fusionando el tango con la música electrónica, Leo y Gastón Satragno decidieron formar Ultratango, un grupo con identidad propia, que respetando al tango como género que marcó su desarrollo musical, reflejase fielmente la vertiginosa vida en una urbe cosmopolita como Buenos Aires.
En el año 2002 convocaron a músicos de la escena electrónica y del rock, como Braulio D'Aguirre y Ssami Abadi y más específicamente del tango, como Julio Pérez.
En junio del 2002, tocaron en vivo por primera vez en el “Festival Internacional Astor Piazzolla". Desde ese momento han participado en varios festivales en la escena local e internacional.
A finales del 2003, el sonido de Ultratango queda plasmado en "Astornautas”, su debut discográfico. Como su nombre lo refiere, es un viaje por algunas de las más significativas obras del compositor argentino Astor Piazzolla. Cuenta con la participación del cantante de tangos Raúl Lavié, como invitado en "Invierno Porteño" y en "Así sea". La letra del tema "Así sea" fue compuesta por Raúl Lavié junto a sus hijos Leo y Gastón.
En el año 2004 se destaca su participación en el Chacarerian Teatre en el "Festival del Tango VI" de la ciudad de Buenos Aires.
El segundo disco "Trashnoche" fue editado en el 2007 por MDR Records. En él versionan al maestro Astor Piazzolla y tangos clásicos como: "Volver" con Raúl Lavie, "Nocturna" y "El Monito". Además tienen temas de composición propia como "Tangorama" y "Trashnoche". En la temporada invernal actuaron en el "Teatro Vergina", del Casino del Hyatt Regency en Thessalonica, Grecia. También participaron del "XI Festival Iberoamericano de Teatro de Bogotá", el “Aniversario 141 de la Universidad Nacional de Bogotá” y el “Teatro Metropolitano de Medellín”.
Durante el 2008 realizaron un show en el "Festival de Invierno de Porto Alegre" y en el 2009, fueron invitados a participar del “Fashion Rio” en la ciudad de Río de Janeiro. Además realizaron gran cantidad de shows en el Hotel Claridge.
En 2010 participaron de innumerables shows en Hoteles de la ciudad de Buenos Aires, y en “Festival de Tango de La Falda”, “Festival de Tango de Pehuajo”, entre otros.
En el año 2011 participaron del evento Buenos Aires Futura en el Planetario "Galileo Galilei" de la ciudad de Buenos Aires. También acompañaron a Raúl Lavié en el Festival y Mundial de Tango de la ciudad de Buenos Aires.
Durante el año 2012 Ultratango editó de manera virtual los álbumes "1994", "Ambienttango", "Astornautas Reloaded!", "Nocturama" y "Psicoboussa" bajo el sello discográfico Undermalabia Records. El mismo año participaron de la inauguración de la "Usina del Arte", espacio cultural de gran obra de infraestructura que permitió recuperar y poner en valor el histórico edificio de la ex Compañía Italo Argentina de Electricidad, en el barrio de la Boca. Musicalizaron la presentación de la nueva fragancia "Her Secret" de Antonio Banderas, en el Museo Soumaya, en el D.F. mexicano.
En 2013 Ultratango fue convocado a participar del Festival Anual del Tango en Medellín, Colombia. También participaron de la Noche de los Museos en el Planetario de la ciudad de Buenos Aires, y realizaron el show de apertura oficial.
A mediados del 2014 Julio Pérez dejó de ser parte de la banda. Lejos de buscar un nuevo bandoneonista, Ultratango decide no convocar a ningún otro músico y convertirse en cuarteto.  Comenzaron a grabar nuevo material, pero durante el 2015 Sami Abadi abandona el grupo, luego de 13 años de pertenencia para dedicarse exclusivamente a su proyecto solista. Para finales de este año se editó en Undermalabia Records el último disco del quinteto llamado "Tradicional". 
Sobre el fin del año 2015 se editó el primer disco de Ultratango como trío, "Alborada", que han presentado en espacios de la ciudad de Buenos Aires, en eventos públicos y privados. Se destacaron en el evento Fuga Industrial, organizado por el músico Luis Marte, en las instalaciones de la exfábrica Bagley en el barrio de Barracas. 
Próximamente editarán un disco tanguero, con la mezcla electrónica que los caracteriza, incluyendo versiones de clásicos como "Por una cabeza" cantado por Carlos Gardel y "La Cumparsita". 
Durante el año 2018 Ultratango editó en el sello Undermalabia Records, el álbum Milongaton.   
También este año editó en la discográfica Ganbatte Records, el álbum Blue London. caracterizado por estar formado 100 % por composiciones de Leo y Gastón Satragno y Braulio D'Aguirre. La Review de la página Juno Download menciona que Ultratango explora tonos de la música de jazz, samba, hip hope, drum and bass y música electrónica.
Actualmente se incorporó en la formación de la banda el bajista Tomas Troccoli.

## Miembros
- Leo Satragno: sintetizadores y samplers, programaciones, voz solista, bajo
- Gastón Satragno, sintetizadores, piano
- Braulio D'Aguirre, batería en vivo

## Discografía
- 2003 - Astornautas
- 2007 - Trashnoche
- 2012 - 1994
- 2012 - Ambientango
- 2012 - Psicoboussa
- 2012 - Nocturama
- 2013 - Astornautas Reloaded
- 2014 - Tradicional
- 2015 - Alborada
- 2018 - Milongaton
- 2018 - Blue London